# Kolophon (Schriftstück)

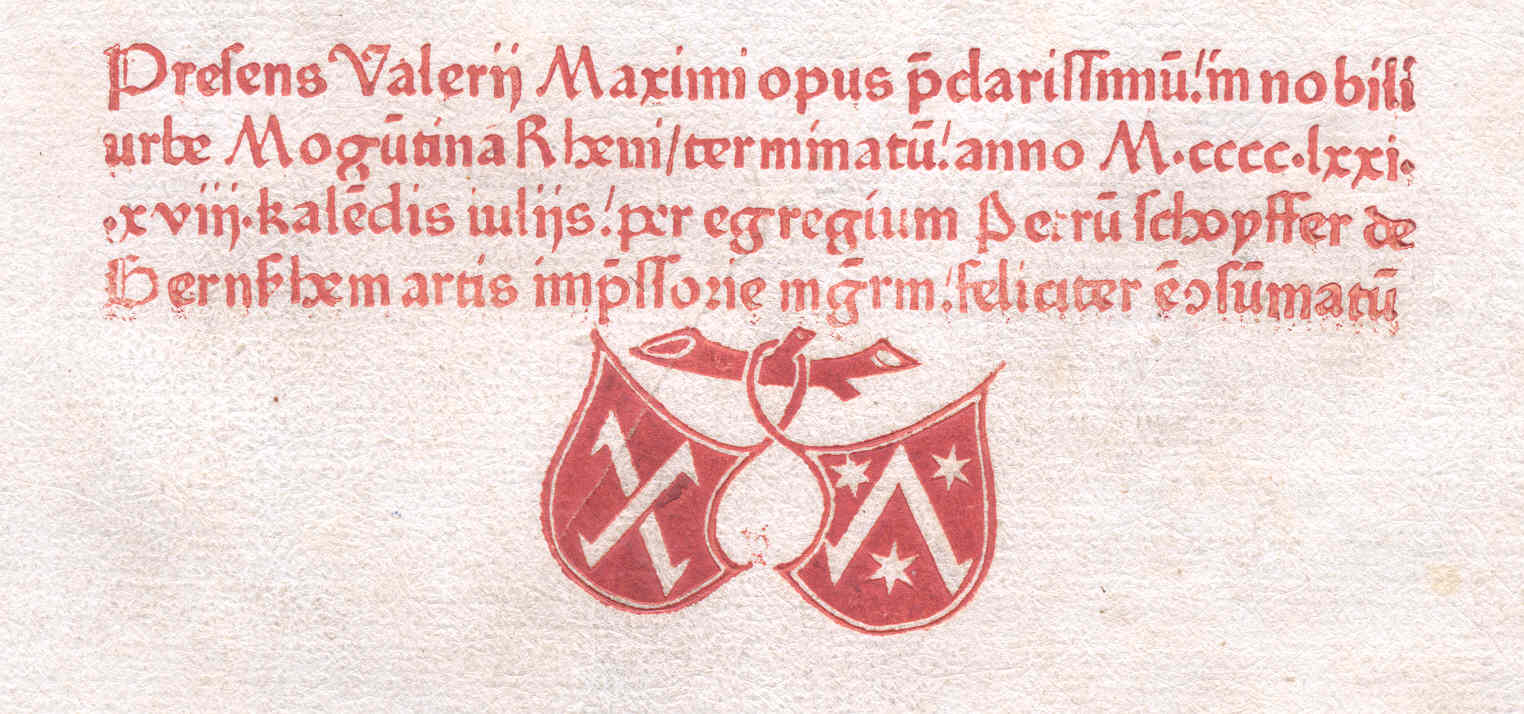
Valerius Maximus, gedruckt in Mainz von Peter Schöffer, 18. Juli 1471: Kolophon (oder auch: Explicit) mit Druckvermerk und Druckerzeichen

Ein Kolophon (griechisch κολοφών ‚Gipfel‘, ‚Spitze‘, ‚Schluss‘) oder eine Subskription (‚Nachschrift‘, vergleiche aber die gängigere Wortbedeutung von Subskription) ist ein Element eines Buches, das in der Regel am Schluss der Handschrift oder des Druckwerks steht und Informationen unter anderem über Inhalt, Verfasser, Ort, Zeit, Hersteller, Auftraggeber und Produktionsdetails der Veröffentlichung enthält. Der Kolophon gehört zum sogenannten Paratext. Kolophon ist in dieser Verwendung kein antiker oder mittelalterlicher Begriff, sondern im Deutschen erst seit dem 18. Jahrhundert als Terminus technicus gebräuchlich.

## Geschichte
Kolophone bzw. Subskriptionen, die Auskunft über den Auftraggeber, den Schreiber oder die Herkunft der Textvorlage oder die Korrektur der Abschrift gaben, kamen schon auf den handgeschriebenen Schriftrollen aus Papyrus im Altertum vor, später in zu Büchern gebundenen Handschriften und waren bei wertvollen Büchern vermutlich üblich. Ein um 180 n. Chr. angefertigter Kolophon weist auf eine deutliche Aktivität zur Verbesserung des Textes hin. Gianfrancesco Poggio Bracciolini fand ihn 1417 in einer Handschrift von Ciceros Rede De lege agraria („Über das Ackergesetz“). Er lautet:

Statilius Maximus rursum emendavi ad Tironem et Laecanianum et Domi(tium) et alios veteres III. Oratio eximia.

„Ich, Statilius Maximus, habe [den Text] ein zweites Mal verbessert nach Tiro, Laetanianus, Domi[tius] und 3 weiteren Alten. Eine ausgezeichnete Rede.“

Aus heutiger Sicht sind Kolophone wertvoll für die Datierung (Beispiel: Codex Cairensis), die Text- und Überlieferungsgeschichte sowie die Textkritik.
Als Alternative zu einem Kolophon findet sich am Ende eines Buches das Explicit, in Anlehnung an die Incipit genannten Eingangsformulierungen. Sowohl Incipit als auch Explicit können Autornamen und Werktitel, manchmal lediglich in verkürzter Form, enthalten. Im Unterschied zum Kolophon nennt sich der Autor bzw. der Schreiber hier jedoch nicht selbst. Das Explicit findet sich nicht nur in gedruckten Büchern seit der Zeit des frühen Buchdrucks, sondern verbreitet bereits in Handschriften seit dem Frühmittelalter. Zu unterscheiden von der hier einschlägigen Bedeutung der Begriffe Incipit und Explicit ist die vor allem in Bücherverzeichnissen, Katalogen und Bibliografien verbreitete Praxis, wegen der Unzuverlässigkeit der schwankend überlieferten Werktitel, die, insbesondere bei anonym überlieferten Werken, oft keine eindeutige Identifizierung ermöglichen, stattdessen oder zusätzlich die Anfangs- (Incipit) und Schlussworte (Explicit) eines Textes anzuführen.
Eine umfangreiche Sammlung von Kolophonen des 16. Jahrhunderts mit Namensnennung haben die Benediktiner des Klosters Saint-Benoît de Port-Valais in Le Bouveret im Schweizer Kanton Wallis in fünf Bänden zusammengestellt und die ermittelten Kolophone in fünf aufeinander aufbauende Gruppen eingeteilt: 1. Eine einfache Namensnennung am Ende des handgeschriebenen oder gedruckten Textes, 2. eine ausgeschmückte Signatur, 3. eine allgemeine, relativ stereotype Demuts- oder Bittformel, 4. ein sehr persönlich gehaltener, das Leben der oder des Schreibenden beleuchtender Absatz und schließlich 5. ausführliche Angaben zur Herstellung der Handschrift.
Eine typische Schlussformel für eine Handschrift lautete z. B.:
„Diss puch hat geschriben Swester Katherina Ockerson der got der her genedig sey mit einem Requiem a. d. 1470.“

## Verwendung

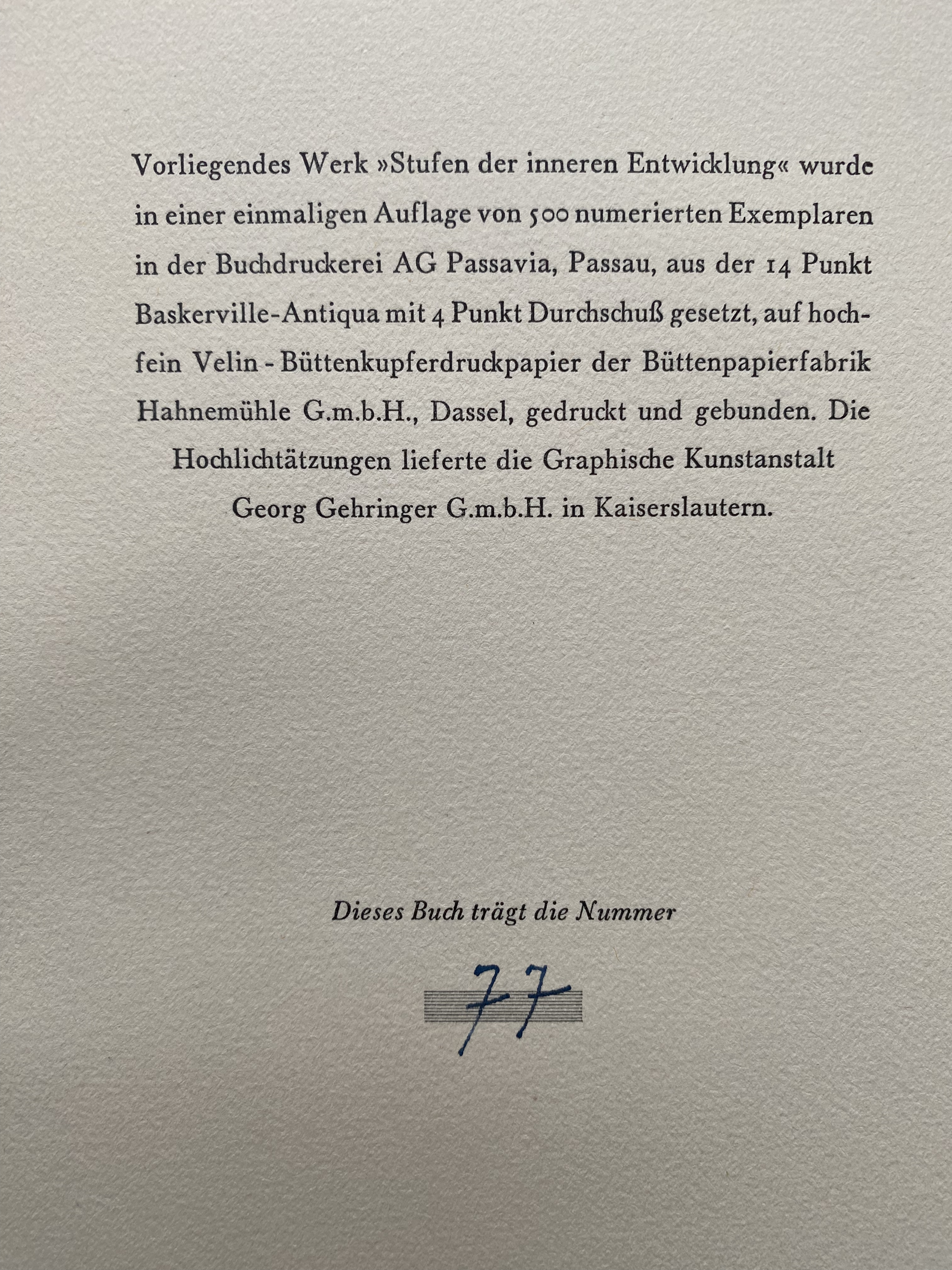
Kolophon eines 1954 in der (1997 eingestellten) Buchdruckerei AG Passavia in Passau gedruckten Buchs

Im Druckereiwesen enthält der Kolophon vor allem in bibliophilen Ausgaben Angaben zu verwendeten Schriftarten und oft auch die Namen der Designer; Papierart, Farbe, Details der Buchbindung und Methoden der Bucherstellung können auch erwähnt werden. Bei Büchern mit technischen Inhalten und entsprechenden Darstellungen kann ein Kolophon auflisten, welche Software verwendet wurde, um Text und Diagramme druckfertig zu machen. Detaillierte Kolophone sind eine charakteristische Eigenschaft von bibliophilen Ausgaben oder limitierten Auflagen. In orientalischen Handschriften ist der Kolophon oft ein auf die Spitze gestelltes Dreieck, das Angaben zum Kalligraphen, zum Entstehungsort und zur Entstehungszeit enthält.
Der Kolophon kann entweder wie das Impressum auf der Rückseite des Titelblatts oder ganz am Ende des Buches erscheinen. In alten Büchern wurden noch keine Titelblätter verwendet. Die Angaben zu Titel, Ort und Erscheinungsdatum wurden daher am Schluss des Buches im Kolophon zusammengefasst. Aus dem Jahr 1457 ist der erste gedruckte Kolophon im Psalterium von Johannes Fust und Peter Schöffer überliefert. Im Laufe der buchgeschichtlichen Entwicklung wich der Kolophon weitgehend dem Impressum. Doch auch heute noch werden Kolophone in Büchern abgedruckt, meist als eines von weiteren Qualitätsmerkmalen hochwertiger Ausgaben.
Webseiten können auch einen Kolophon besitzen, der häufig Informationen zu (X)HTML, CSS, verwendeten Programmiersprachen, Programmbibliotheken bzw. Frameworks, Benutzerfreundlichkeit und Links zum Validieren der Seite enthält.